# 波瓦迪拉尼奧蘇
41°34′N 8°16′W / 41.567°N 8.267°W
波瓦迪拉尼奧蘇（葡萄牙語：Póvoa de Lanhoso），是葡萄牙的城鎮，位於該國北部，由布拉加區負責管轄，始建於1292年，面積134.65平方公里，2011年人口21,886，人口密度每平方公里162.54人。

## 友好城市
- 法國 讷沃迈松